# میر رضی آرتیمانی
میرزا رضی آرتیمانی یا میرزا رضی‌الدین آرتیمانی مشهور به میرمحمد متخلص به رضی (زادهٔ ۹۷۸ در روستای آرتیمان – درگذشتهٔ ۱۰۳۷ هجری قمری) از شاعران و عارفان مشهور دوران صفویه بود.

## زندگی
وی در سال ۹۷۸ قمری در روستای آرتیمان از توابع تویسرکان به دنیا آمد.
در ایام جوانی به همدان رفت و در آن‌جا مشغول تحصیل شد و از شاگردان میر مرشد بروجردی گردید. رضی به علت شایستگی وافری که داشت زود مورد توجه شاه عباس که معاصر وی بود قرار گرفت بدین دلیل به اصفهان رفت و در جمع منشیان میرزایان شاه درآمد و به همین دلیل بود که داماد خاندان صفوی شد.
لقب «میر» از آن جهت به رضی داده شده است که مدتی جزء میرزایان شاه عباس بوده است. در بستان السیاحه بدین مضمون آمده است که «سید رضی آرتیمانی که در زمان شاه عباس ماضی صاحب دیوان و ساقی‌نامه‌ی مشهور است از قریهٔ آرتیمان است اما اولاد وی اکنون از جد خویش نصیب و بهره نبرده‌اند. رضاقلی‌خان هدایت در مورد رضی چنین نوشته است: سیدی است صاحب ذوق و حال عرفانی با افضال در معارف الاهیه مسلم آفاق و در مدارج حقانیه در عالم طاق. معاصر شاه عباس صفوی و والد میرزا ابراهیم متخلص به ادهم است. وی که از رِندان مست و عارفان پاکدل و صوفیان صافی‌دل است علوم نقلی و عقلی را چون حجابی می‌بیند که انسان را به خود متوجه می‌سازد و از عشق به معشوق یکتا بازمی‌دارد…» از او حدود ۱۲۰۰ بیت شعر در قالب‌های گوناگون به جا مانده که معروفترین آن‌ها ساقی نامهٔ اوست.
رضی پس از گذران سالیانی از عمر خود، دوباره عزم وطن خویش می‌نماید و به زادگاه برمی‌گردد. وی در سال ۱۰۳۷ هجری قمری (۱۰۰۵ش) درگذشت. او را در محل خانقاهش به خاک سپردند. آرامگاه او در «همینه» تویسرکان قرار دارد که به آرامگاه میررضی‌الدین آرتیمانی شهرت دارد.
نخستین تذکره (زندگی‌نامه) او در کتاب دیوان میرزا رضی‌الدین آرتیمانی، به قلم یاور همدانی است.

## نمونه اشعار
اشعاری مشهور از ساقی‌نامه با مطلع و مقطع که سرشار از مفاهیم عرفانی و وحدت وجودیست:
| الهی به مستان میخانه‌ات            |  | به عقل آفرینان دیوانه‌ات    |
| به دردی کش لُجهٔ کبریا              |  | که آمد به شأنش فرود انّما   |
| به درّی که عرش است او را صدف       |  | به ساقی کوثر، به شاه نجف   |
| ... خدا را به جان خراباتیان       |  | کزین تهمت هستیَم وارهان     |
| به میخانهٔ وحدتم راه ده            |  | دل زنده و جانِ آگاه ده      |
| ... قلم بشکن و دور افکن سبق       |  | بسوزان کتاب و بشویان ورق   |
| ... که گفته است چندین ورق را ببین |  | بگردان ورق را و حق را ببین |
| ... الهی به آنان که در تو گمند    |  | نهان از دل و دیدهٔ مردمند   |
| ... رضی روز محشر علی ساقی است     |  | مکن ترک می تا نفس باقی است |

اشعاری مشهور از سوگندنامه با مطلع و مقطع که سرشار از خمریات است:
| دگر سینه‌ام چون خم آمد به جوش      |  | برآمد از این قُلزُم غم خروش    |
| خراباتیان، راه میخانه کو          |  | حریفان بگوئید، پیمانه کو     |
| مرا سوی میخانه راهی دهید          |  | سرم را به آن در پناهی دهید   |
| بهار است و بلبل، بساطِ نشاط        |  | به طَرف چمن می‌کشد ز انبساط    |
| ... کتاب اشارات اَبرو بخوان        |  | شفا در لبِ جامِ پُر باده دان    |
| ... به من، جان من، مِی بده، مِی بده |  | پیاپی، پیاپی، پیاپی بده      |
| ... از آن می که در دل چو منزل کند |  | سراپای اجسام را دل کند       |
| از آن می که روح روانست و بس       |  | از آن می که اکسیر جانست و بس |
| رضی را بده جامی از لطف عام        |  | به جانان‌رسان جان او، والسلام |

## آثار
- ساقی‌نامه
- سوگندنامه
- گوهر عشق
- غزلیات
- قصاید
- رباعیات
- ترجیع بند
- مقطعات و غزلیات ناتمام
- مفردات